# Мытник судетский
Мытник судетский (лат. Pedicularis sudetica) — вид травянистых растений рода Мытник (Pedicularis) семейства Норичниковые (Scrophulariaceae).

## Ботаническое описание
Многолетние растение. Корень укороченный со шнуровидными мочками. Стебель одиночный или чаще их несколько, простой, прямой или при основании восходящий, крепкий, часто коренастый, окрашенный, обычно голый или реже более менее густой длинно курчаво волосый, 5—15 см высоты.
Прикорневые листья голые, на черешках, немного превышающих пластинку, обычно с широко и иногда очень широко крылатой осью, в очертании линейно-ланцетные, перисторассеченные или перистораздельные на линейно-ланцетные, перистолопастные или зубчатые сегменты, лопасти и зубцы которых хрящевато приостренные. Стеблевые листья отсутствующие или одиночные, уменьшенные, коротко черешчатые.
Цветы в головчатом, при плодах удлиняющимся, голом или мохнатом соцветии. Прицветники ланцетные, на верхушке оттянутые, зубчатые. Чашечка колокольчатая, почти травянистая, 10—15 мм длины, с узко треугольными, острыми, на верхушке зубчатыми зубцами, приблизительно равными трубке, задний немного короткий. Венчик розовый или пурпуровый, иногда жёлтый, с пурпуровым шлемом, 20—25 мм длины. Нити тычинок голые. Коробочка 12—15 мм длиной, косо продолговатая, очень быстро суженная в короткий, обычно отогнутый носик. Цветет в июле — августе, плодоносит в августе — сентябре.

## Значение и применение
Один из лучших летних кормов северного оленя (Rangifer tarandus). Поедается всё растение, но охотнее всего соцветия.